# Melker Garay
Melker Bent-Inge Garay, född 11 april 1966 i Tocopilla i Chile, är en svensk författare. Han kom till Sverige 1970 och är bosatt i Norrköping. Han blev medlem i Sveriges författarförbund 2009, i Svenska PEN 2012 och  i Chiles Författarförbund 2014.
Garay har bedrivit universitetsstudier inom humaniora och samhällsvetenskap. Under sin studetid i Uppsala var han en av grundarna till kulturföreningen "Sine qua non"; föreningen gav ut tidskriften Kaos. Hans romaner kretsar kring filosofiska, teologiska och existentiella frågor. Garay debuterade 2008 med romanen Kyrkvaktmästarens hemliga anteckningar (Norlén & Slottner). Hans litterära alster har blivit inlästa som ljudböcker av Stina Ekblad, Krister Henriksson och Torsten Wahlund. Några av böckerna har översatts till andra språk. Under 2016 sattes teaterpjäsen Kinski och döden upp i Norrköping, vilken bygger på en av författarens romaner. Flera av hans noveller har också filmatiserats. Novellen Kometen är en av dessa och visades 2017 på Göteborgs filmfestival. Filmen nominerades till Guldbjörnen vid Berlins filmfestival. Filmens regissör heter Victor Lindgren. 
Garay har vidare skrivit novellsamlingarna Råttan och Fågelskrämman. Åtta av hans noveller har blivit publicerade i Rysslands tidskrift för utländsk litteratur – Иностранная литература.
Melker Garay är även bildkonstnär och drev tidigare kulturskriften Opulens samt förlaget Ekström & Garay. Förlaget avyttrade han mars 2024.

## Ledamotskap
- 2009 - Sveriges Författarförbund
- 2012 - Svenska PEN
- 2014 - Chiles Författarförbund